# 1774年イギリス総選挙
1774年イギリス総選挙（英語: British general election, 1774）は第14期グレートブリテン議会の庶民院議員を選出するために行われた選挙。

## 選挙の形勢
野党は元首相ロッキンガム侯爵とチャタム伯爵を支持する党派があり、いずれもホイッグ党を自称した。彼らはノース卿の支持者をトーリー党と称したが、この時期にトーリー党はおらずノース卿の支持者もその呼び名を拒否した。選挙の結果はノース内閣が優勢で再選された。

## 区割り
グレートブリテン議会が存在した全期間を通して、区割りが変更されることはなかった。

## 選挙の日付
総選挙は1774年10月5日から11月10日まで行われた。この時代の選挙は全ての選挙区で同時に行われず、各バラや郡でバラバラに行われた（ハスティングも参照）。